# John Deere (persoon)
John Deere (Rutland (Vermont), 7 februari 1804 - Grand Detour (Illinois), 17 mei 1886) is de grondlegger van de fabriek van het gelijknamige tractormerk. 

## Biografie

### Jonge jaren
John Deere werd geboren in Rutland (Vermont). Toen hij in 1825 klaar was met de middelbare school ging hij in dienst bij een hoefsmid. Na enige tijd stond hij bekend om zijn vakmanschap en vindingrijkheid. Vooral de door hem ontworpen gepolijste hooivork was zeer in trek in het westen van Vermont. In de jaren 30 kreeg de hoefsmid te maken met een verslechterende economie en een terugloop in het aantal klanten. Veel inwoners van Vermont verhuisden naar regio's waarover ze hadden gehoord dat er goud gevonden was. Niet veel later besloot ook John Deere zijn vrouw, huis en haard achter te laten en ook naar het goudgebied Grand Detour te trekken.

### Grand Detour
Na een reis van enkele weken per boot en per paard kwam hij aan in Grand Detour (Illinois). De inwoners van deze plek waren bijna allemaal goudzoekers. Omdat de vraag naar hoefsmeden in die regio zo groot was bouwde hij in 1836, vlak na zijn aankomst, al een smederij. Er was meer dan genoeg werk voorhanden: regelmatig moesten de paarden beslagen worden en gereedschap worden gerepareerd. Omdat John Deere bekendstond om zijn vindingrijkheid werd hem een probleem voorgelegd. De gietijzeren ploegen die de goudzoekers hadden meegebracht, waren ontwikkeld voor zanderige grond. De grond in dit nieuwe gebied bevatte echter natte klei, die aan de ploeg bleef hangen. John Deere stortte zich op het probleem en concludeerde dat de ploeg en de strijkplank moesten draaien, waardoor de klei er niet meer aan zou blijven hangen. In 1837 fabriceerde hij een ploeg die gebaseerd was op deze ideeën. De nieuwe ploeg sloeg aan bij de boeren en goudzoekers in dat gebied.

### Fabriek
In 1848 opende John Deere zijn eerste fabriek. Hij had tien jaar gewerkt aan zijn prototype ploeg en hem zo verbeterd dat hij in massaproductie kon worden gefabriceerd. In de eerste jaren maakte hij enkele duizenden ploegen per jaar. In 1868 werden de activiteiten van John Deere ondergebracht in de organisatie Deere & Company. Nog geen jaar later werd zijn zoon Charles voorzitter en penningmeester van het bedrijf. In die periode werden veel mechanische ontwikkelingen doorgevoerd. In 1917 kocht Deere & Company de Waterloo Gasoline Engine Company op, waardoor het bedrijf vanaf 1918 een van de grote spelers in de tractorindustrie werd.